# Umberto Panerai
Umberto Panerai (* 13. März 1953 in Florenz) ist ein ehemaliger italienischer Wasserballspieler. Mit der italienischen Nationalmannschaft wurde er Olympiazweiter 1976 und Europameisterschaftsdritter 1977.

## Sportliche Karriere
Der 1,87 m große Umberto Panerai spielte als Torwart bei Rari Nantes Florentia, dem italienischen Meister von 1976 und 1980.
1975 siegte er mit der italienischen Mannschaft bei den Mittelmeerspielen in Algier. 1976 fanden die Olympischen Spiele in Montreal statt. Die Italiener gewannen ihre Vorrundengruppe und erreichten in der Hauptrunde zwei Siege sowie zwei Unentschieden und verloren gegen die Ungarn. Damit gewannen die Ungarn die Goldmedaille vor den Italienern, die gegenüber den Niederländern das bessere Torverhältnis aufwiesen. Umberto Panerai war zweiter Torwart hinter Alberto Alberani und wurde in allen Spielen eingewechselt.
1977 fehlte Alberini bei der Europameisterschaft in Jönköping und Panerai trug die Nummer 1 auf der Badekappe. Die ungarische Mannschaft gewann vor den Jugoslawen, dahinter erreichten die Italiener den dritten Platz vor der Mannschaft aus der Sowjetunion. Im Jahr darauf beim Titelgewinn bei der Weltmeisterschaft in West-Berlin war Alberani im Tor und Panerai nicht im Kader. Die Olympischen Spiele 1980 in Moskau verliefen für die Weltmeister enttäuschend, denn sie belegten in der Vorrunde nur den dritten Platz hinter der Mannschaft aus der Sowjetunion und den Spaniern. In den Platzierungsspielen erreichten sie den achten Rang. Im Tor spielten Alberani und Panerai.
Nach Alberanis Rücktritt war Umberto Panerai erster Torwart bei der Europameisterschaft 1981 in Split, als Ersatztorwart war Roberto Gandolfi dabei. Die Italiener belegten den sechsten Platz. Auch 1982 bei der Weltmeisterschaft in Guayaquil standen Panerai und Gandolfi im italienischen Aufgebot, die Mannschaft erreichte den neunten Platz. 1983 folgte der siebte Platz bei der Europameisterschaft 1983 in Rom. Bei den Olympischen Spielen 1984 in Los Angeles war Gandolfi Stammtorhüter, Panerai wurde nicht mehr eingesetzt.